# A New Dawn Ending
A New Dawn Ending è il terzo album in studio del gruppo power metal italiano Ancient Bards, pubblicato nel 2014.

## Tracce
1. Before the Storm – 1:39
2. A Greater Purpose – 7:55
3. Flaming Heart – 6:52
4. Across This Life – 4:31
5. In My Arms – 5:25
6. The Last Resort – 6:06
7. Showdown – 12:48
8. In the End – 5:11
9. Spiriti Liberi – 4:49
10. A New Dawn Ending – 16:37

## Formazione

### Gruppo
- Sara Squadrani – voce, cori
- Claudio Pietronik – chitarre
- Daniele Mazza – tastiere, cori
- Martino Garattoni – basso, cori
- Federico Gatti – batteria

### Ospiti
- Fabio Lione – voce (traccia 6)